# Mestre de Saint Giles
O Mestre de Saint Giles (em francês Maître de Saint-Gilles) foi um prior franco-flamengo que trabalhou principalmente em Paris, por volta de 1500, ao estilo do gótico tardio, com pequenos detalhes de cenas de interiores que lembravam o gótico flamengo. Nãos se sabe se o Mestre de Saint Giles era um pintor francês que estudou nos Países Baixos ou um holandês que emigrou para a França.
O pseudônimo foi criado pelo historiador de arte alemão Max Jakob Friedländer, que reconstruiu parte da obra do pintor.

## Galeria[3]

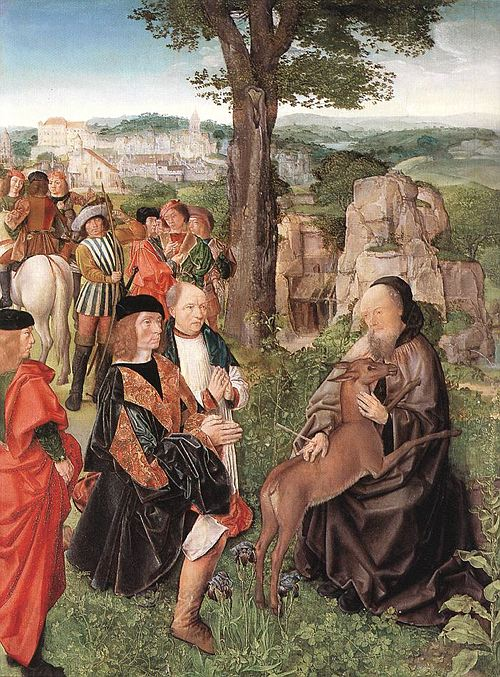
Milagre de Saint Giles
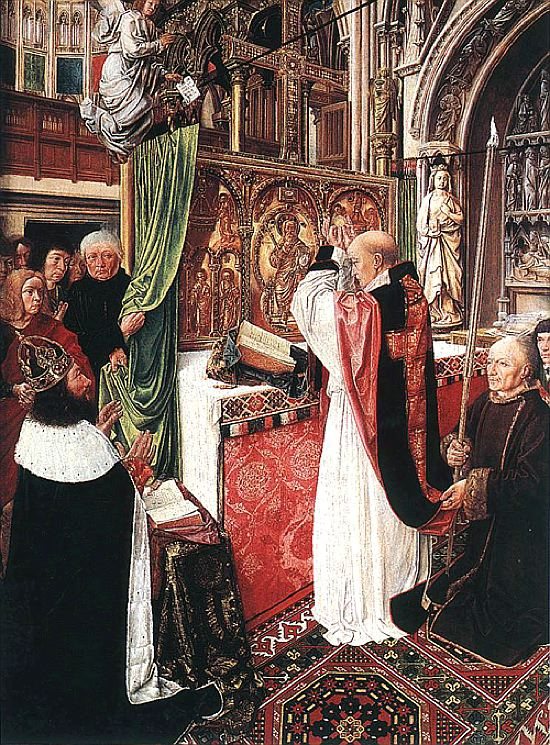
Missa de Saint Giles
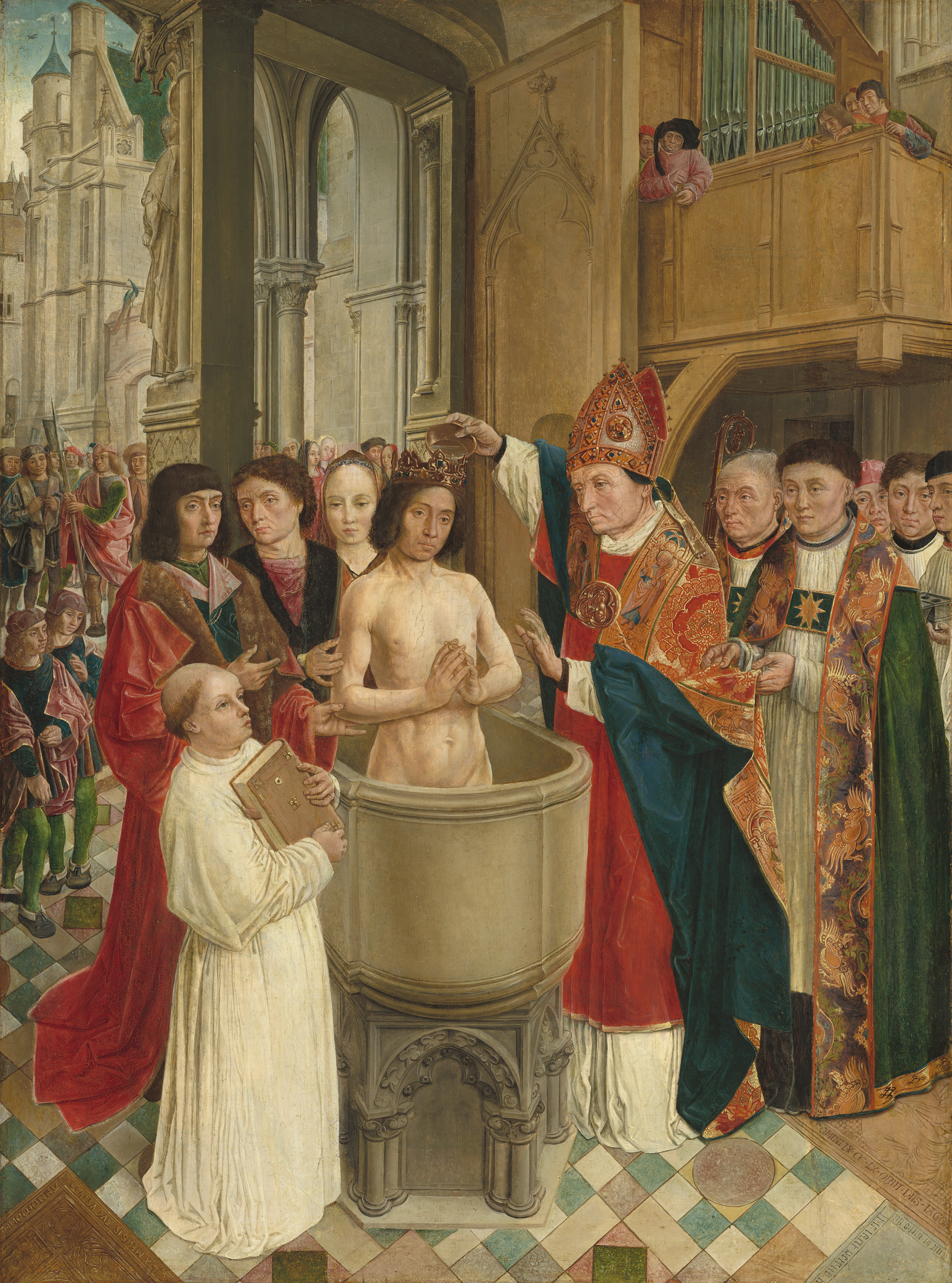
Batismo de Clóvis I